# Edmunds Sprūdžs
Edmunds Sprūdžs (Riga, 21 de juny de 1980) és un polític i empresari letó, membre del partit Partit de la Reforma. Va ser nomenat Ministre de Protecció del Medi Ambient i el Desenvolupament Regional l'any 2011.
Va ser elegit diputat del Saeima a l'elecció parlamentària 2011, i candidat del Partit de la Reforma per a primer ministre a les eleccions de 2011. Sprūdžs va ser nomenat Ministre de Protecció del Medi Ambient i el Desenvolupament Regional a l'octubre de 2011 ocupant el càrrec fins a l'1 de desembre de 2013.